# صلوات-سووخوز
صلوات-سووخوز (به لاتین: Salavat-sovkhoz) یک منطقهٔ مسکونی در روسیه است که در باشقیرستان واقع شده‌است.